# Свети Димитър (Макариополско)
Вижте пояснителната страница за други значения на Свети Димитър.
„Свети Димитър“ е православна църква в село Макариополско. Тя е част от Търговищка духовна околия, Варненска и Великопреславска епархия на Българската православна църква. Храмът е действащ само на големи религиозни празници.

## История
Църквата е построена през 1924 година.